# Remilly-les-Pothées
Remilly-les-Pothées est une commune française, située dans le département des Ardennes en région Grand Est.

## Géographie

### Communes limitrophes
|                   | Murtin-et-Bogny - Sormonne | Ham-les-Moines |
| Rouvroy-sur-Audry | Remilly-les-Pothées        | Ham-les-Moines |
| Neufmaison        | Saint-Marcel (Ardennes)    |                |

### Hameaux, lieux-dits et écarts
- Hardoncelle, à l'est, au croisement de la D 9 avec la D 209 (en provenance de Clavy-Warby).
- Bolmont, au nord-est, vers la rivière Audry.

### Hydrographie
La commune est dans le bassin versant de la Meuse au sein du bassin Rhin-Meuse. Elle est drainée par la Sormonne, l'Audry, le ruisseau de la Chapelle et le ruisseau de Saucy,.
La Sormonne, d'une longueur de 56 km, prend sa source dans la commune de Taillette et se jette  dans la Meuse à Warcq, après avoir traversé 23 communes.

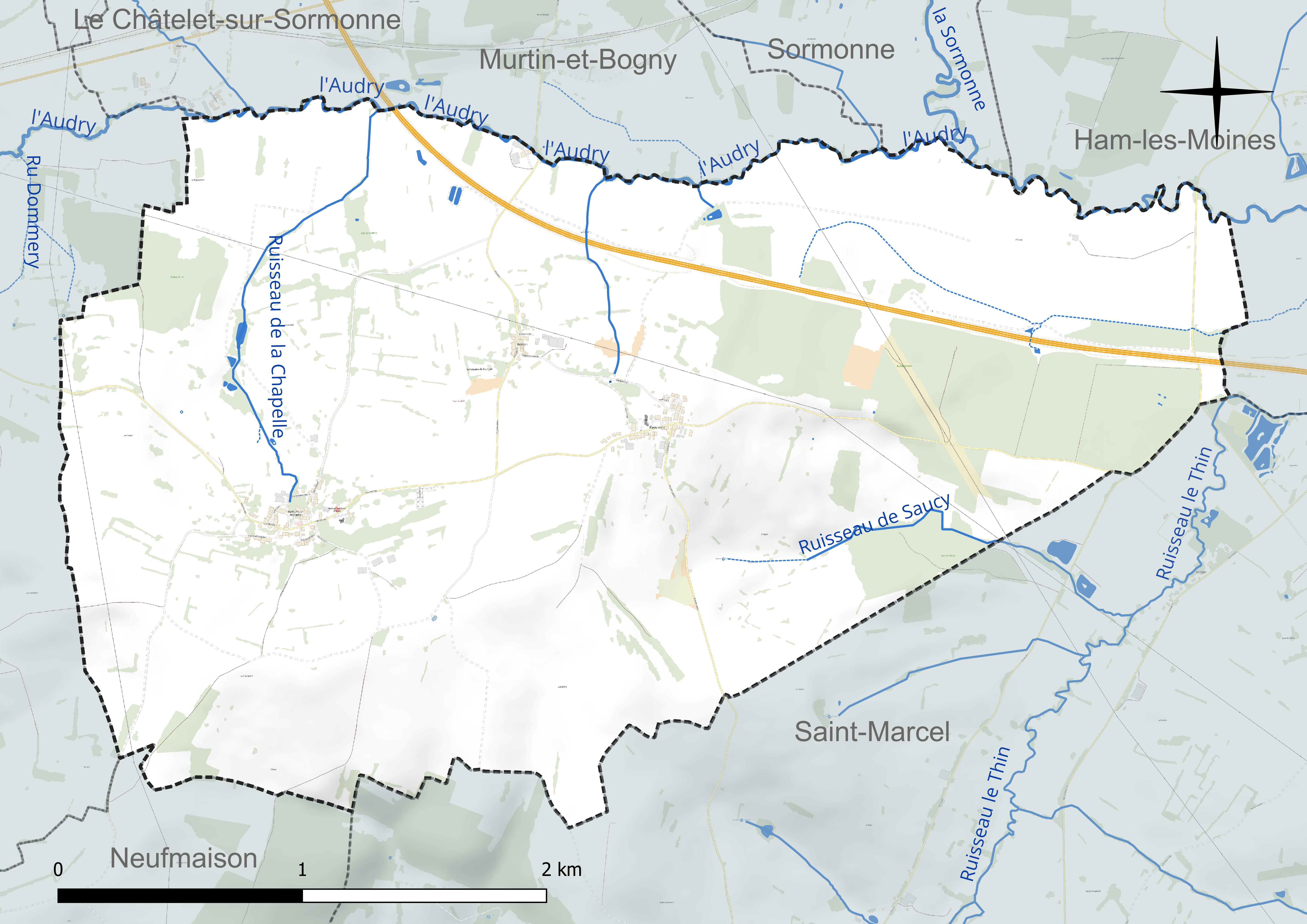
Réseau hydrographique de Remilly-les-Pothées.

L'Audry, d'une longueur de 20 km, prend sa source dans la commune de Marlemont et se jette  dans la Sormonne sur la commune, après avoir traversé neuf communes.

### Climat
Pour des articles plus généraux, voir Climat du Grand Est et Climat des Ardennes.
En 2010, le climat de la commune est de type climat de montagne, selon une étude du Centre national de la recherche scientifique s'appuyant sur une série de données couvrant la période 1971-2000. En 2020, Météo-France publie une typologie des climats de la France métropolitaine dans laquelle la commune est exposée à un climat océanique altéré et est dans la région climatique Nord-est du bassin Parisien, caractérisée par un ensoleillement médiocre, une pluviométrie moyenne régulièrement répartie au cours de l’année et un hiver froid (3 °C).
Pour la période 1971-2000, la température annuelle moyenne est de 9,7 °C, avec une amplitude thermique annuelle de 15,9 °C. Le cumul annuel moyen de précipitations est de 1 070 mm, avec 13,8 jours de précipitations en janvier et 9,9 jours en juillet. Pour la période 1991-2020, la température moyenne annuelle observée sur la station météorologique de Météo-France la plus proche, « Signy-l'abbaye », sur la commune de Signy-l'Abbaye à 12 km à vol d'oiseau, est de 10,2 °C et le cumul annuel moyen de précipitations est de 1 060,5 mm. 
La température maximale relevée sur cette station est de 40 °C, atteinte le 25 juillet 2019 ; la température minimale est de −20,5 °C, atteinte le 17 janvier 1985,,.
Les paramètres climatiques de la commune ont été estimés pour le milieu du siècle (2041-2070) selon différents scénarios d'émission de gaz à effet de serre à partir des nouvelles projections climatiques de référence DRIAS-2020. Ils sont consultables sur un site dédié publié par Météo-France en novembre 2022.

## Urbanisme

### Typologie
Au 1er janvier 2024, Remilly-les-Pothées est catégorisée commune rurale à habitat dispersé, selon la nouvelle grille communale de densité à 7 niveaux définie par l'Insee en 2022.
Elle est située hors unité urbaine. Par ailleurs la commune fait partie de l'aire d'attraction de Charleville-Mézières, dont elle est une commune de la couronne,. Cette aire, qui regroupe 132 communes, est catégorisée dans les aires de 50 000 à moins de 200 000 habitants,.

### Occupation des sols
L'occupation des sols de la commune, telle qu'elle ressort de la base de données européenne d’occupation biophysique des sols Corine Land Cover (CLC), est marquée par l'importance des territoires agricoles (87,6 % en 2018), en diminution par rapport à 1990 (89,5 %). La répartition détaillée en 2018 est la suivante : 
prairies (62,1 %), terres arables (22,6 %), forêts (12,1 %), zones agricoles hétérogènes (2,8 %), zones industrielles ou commerciales et réseaux de communication (0,3 %). L'évolution de l’occupation des sols de la commune et de ses infrastructures peut être observée sur les différentes représentations cartographiques du territoire : la carte de Cassini (XVIIIe siècle), la carte d'état-major (1820-1866) et les cartes ou photos aériennes de l'IGN pour la période actuelle (1950 à aujourd'hui).

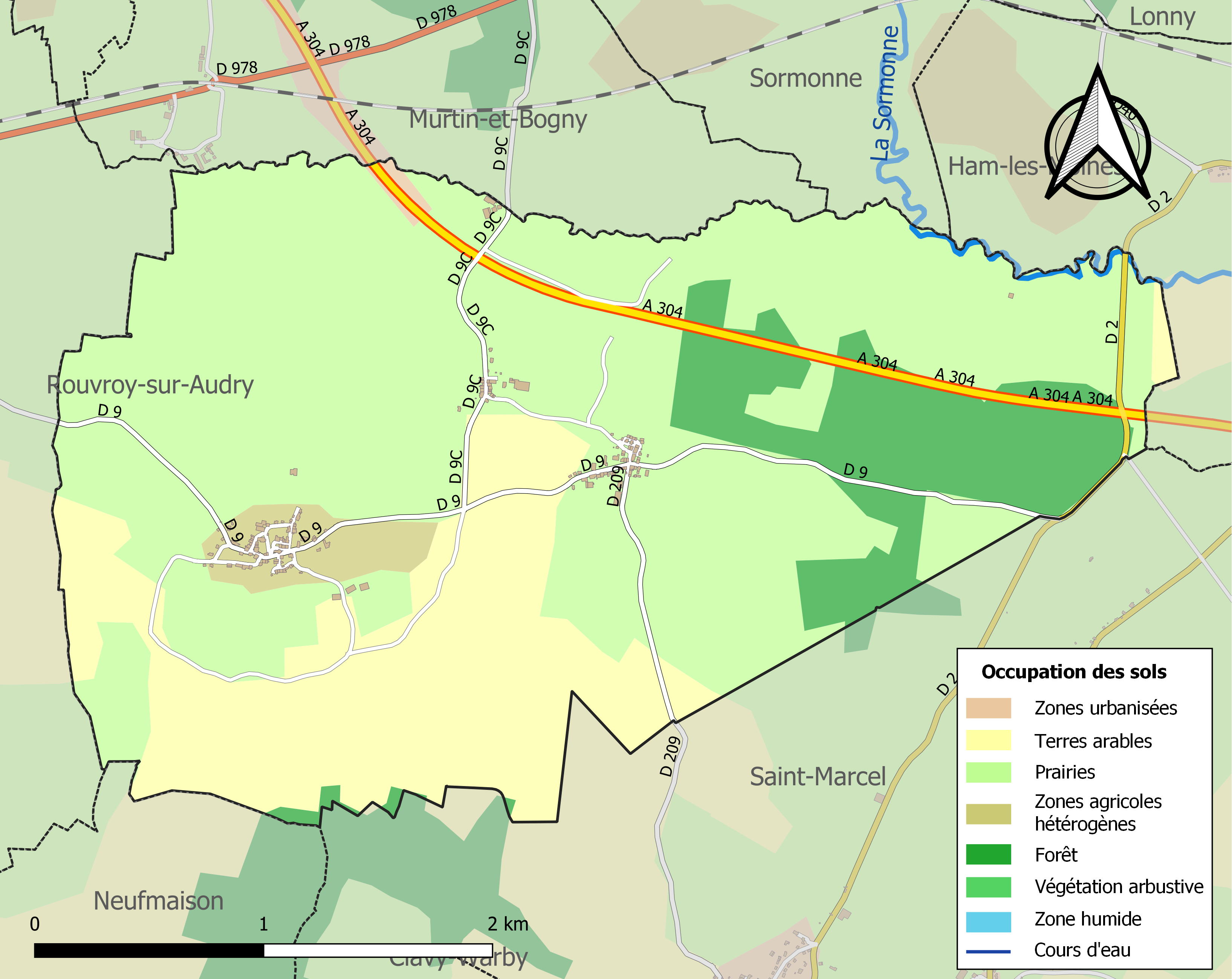
Carte des infrastructures et de l'occupation des sols de la commune en 2018 (CLC).

## Toponymie
Remilly est attesté sous la forme de Rumilly avant 1312.
Les-Pothées sont attestés sous les formes bailly des Posteis en 1341.

Les Pot(h)ées (de Potestatibus ou propriété avec la notion de souveraineté), pluriel de l'oïl poesté , seigneurie, étendue de la domination du seigneur, juridiction, district, un domaine ecclésiastique, une possession du chapitre de Reims. Les seigneurs de Rumigny en deviennent les avouées. Un bailliage se constitue. Remilly-les-Pothées, malgré son nom, ne faisait pas partie de la baronnie des Potées.

## Politique et administration
| Période                                  | Période                   | Identité                                      | Étiquette | Qualité                     |
| ---------------------------------------- | ------------------------- | --------------------------------------------- | --------- | --------------------------- |
| maire en 1962                            | ?                         | Roger Noiret                                  | UNR       | Général, député (1958-1967) |
| mars 2001                                | mars 2008                 | Marcel Chantrenne                             |           |                             |
| mars 2008                                | En cours (au 23 mai 2020) | Marc Bertrand, Réélu pour le mandat 2020-2026 |           | Artisan                     |
| Les données manquantes sont à compléter. |                           |                                               |           |                             |

Remilly-les-Pothées  a adhéré à la charte du parc naturel régional des Ardennes, à sa création en décembre 2011.

## Démographie
L'évolution du nombre d'habitants est connue à travers les recensements de la population effectués dans la commune depuis 1793. Pour les communes de moins de 10 000 habitants, une enquête de recensement portant sur toute la population est réalisée tous les cinq ans, les populations de référence des années intermédiaires étant quant à elles estimées par interpolation ou extrapolation. Pour la commune, le premier recensement exhaustif entrant dans le cadre du nouveau dispositif a été réalisé en 2006.

En 2022, la commune comptait 263 habitants, en évolution de +5,62 % par rapport à 2016 (Ardennes : −2,97 %, France hors Mayotte : +2,11 %).
| 1793 | 1800 | 1806 | 1821 | 1831 | 1836 | 1841 | 1846 | 1851 |
| ---- | ---- | ---- | ---- | ---- | ---- | ---- | ---- | ---- |
| 425  | 492  | 514  | 526  | 571  | 571  | 560  | 476  | 488  |

| 1866 | 1872 | 1876 | 1881 | 1886 | 1891 | 1896 | 1901 | 1906 |
| ---- | ---- | ---- | ---- | ---- | ---- | ---- | ---- | ---- |
| 417  | 420  | 395  | 392  | 363  | 357  | 330  | 315  | 294  |

| 1911 | 1921 | 1926 | 1931 | 1936 | 1946 | 1954 | 1962 | 1968 |
| ---- | ---- | ---- | ---- | ---- | ---- | ---- | ---- | ---- |
| 264  | 247  | 226  | 213  | 218  | 180  | 204  | 206  | 199  |

| 1975 | 1982 | 1990 | 1999 | 2006 | 2011 | 2016 | 2021 | 2022 |
| ---- | ---- | ---- | ---- | ---- | ---- | ---- | ---- | ---- |
| 175  | 193  | 211  | 216  | 261  | 246  | 249  | 259  | 263  |

## Lieux et monuments
- Le château de Remilly-les-Pothées : maison forte à l'entrée Est du village. L'édifice est inscrit au titre des monuments historiques en 1927[28].
- Le château d'Hardoncelle: une autre maison forte située au lieu-dit Hardoncelle.
- L'église Saint-Martin de Remilly-les-Pothées inscrit au titre des monuments historiques en 1991[29].

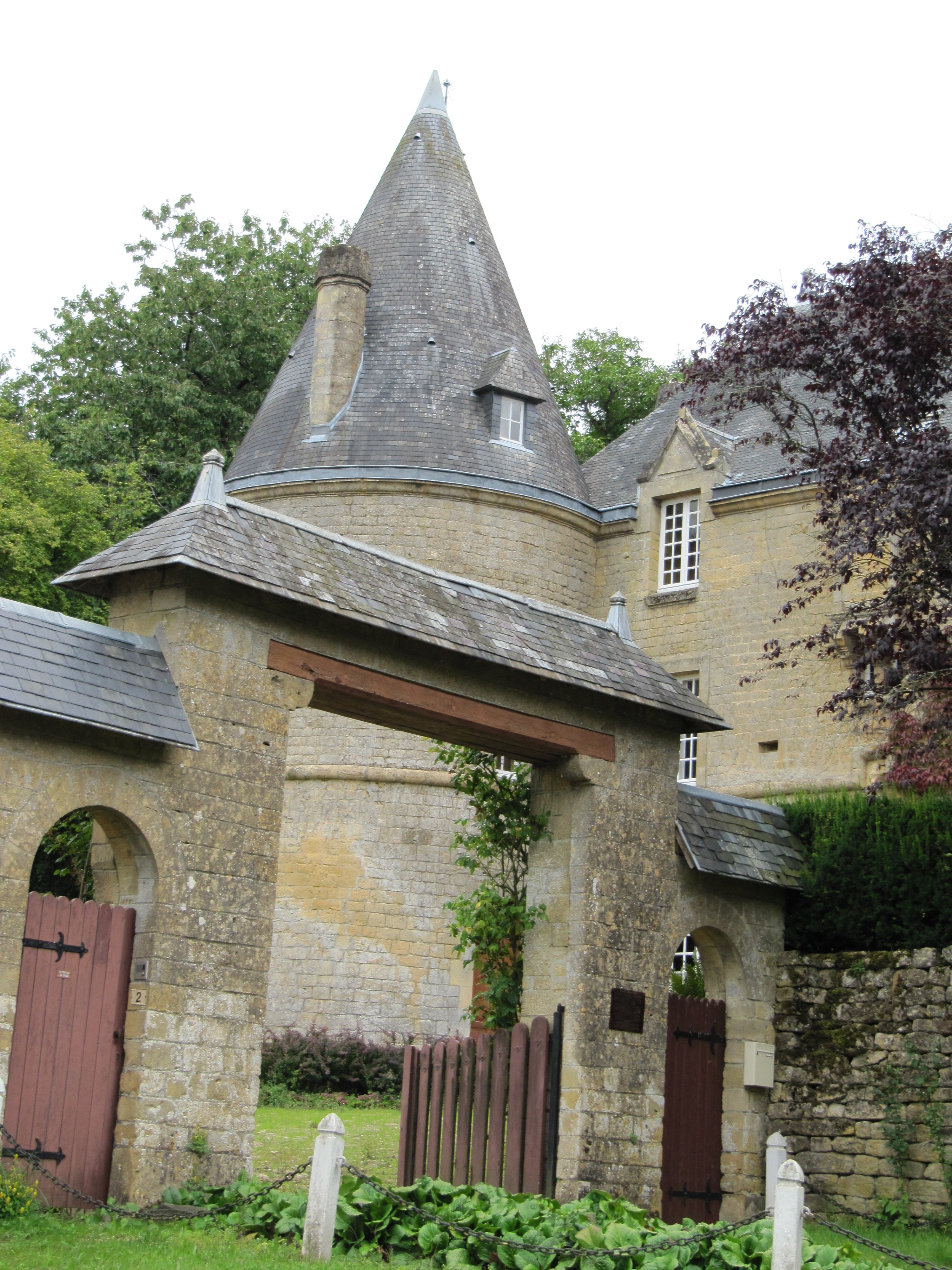
L'entrée du château de Remilly-les-Pothées.
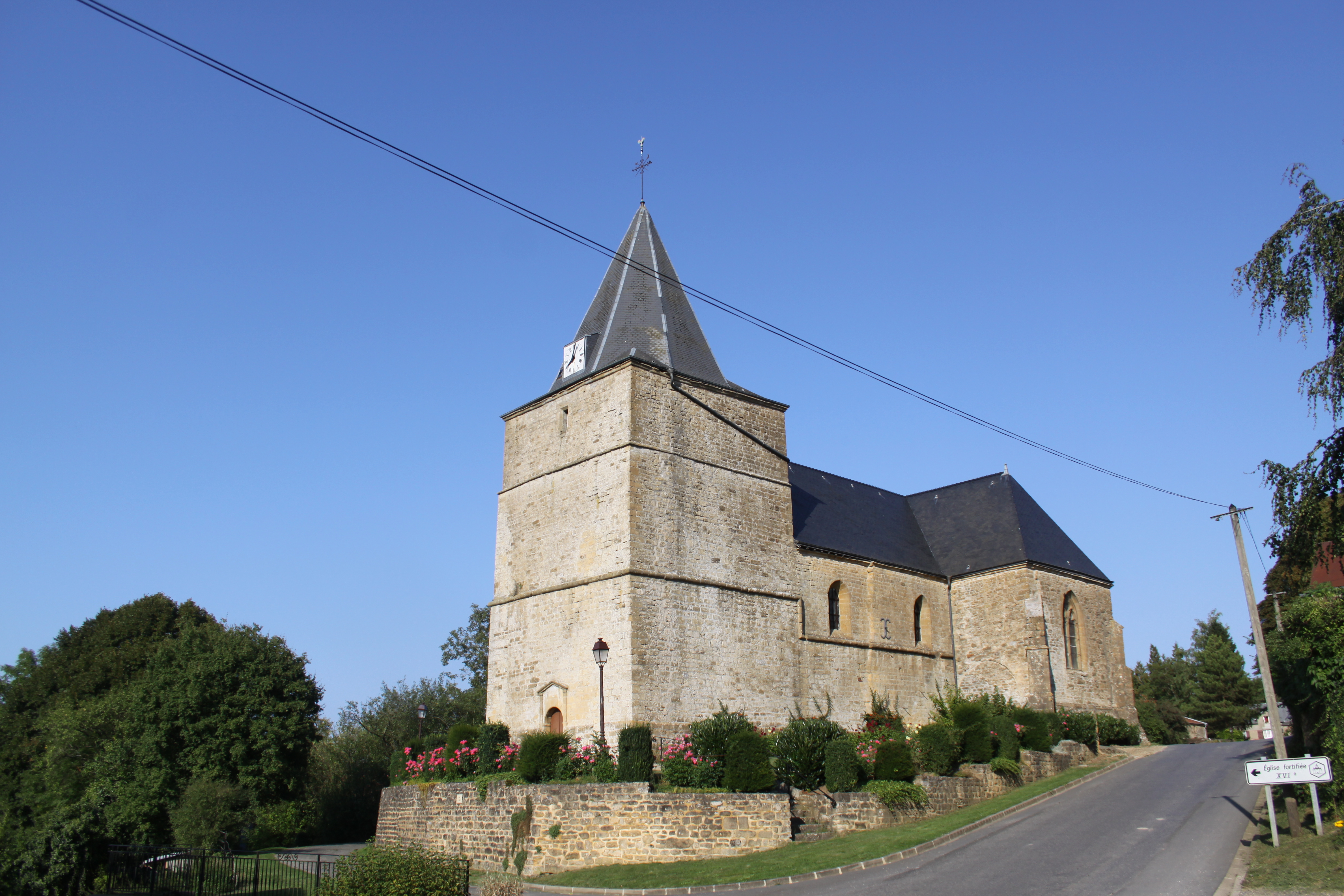
Église Saint-Martin.
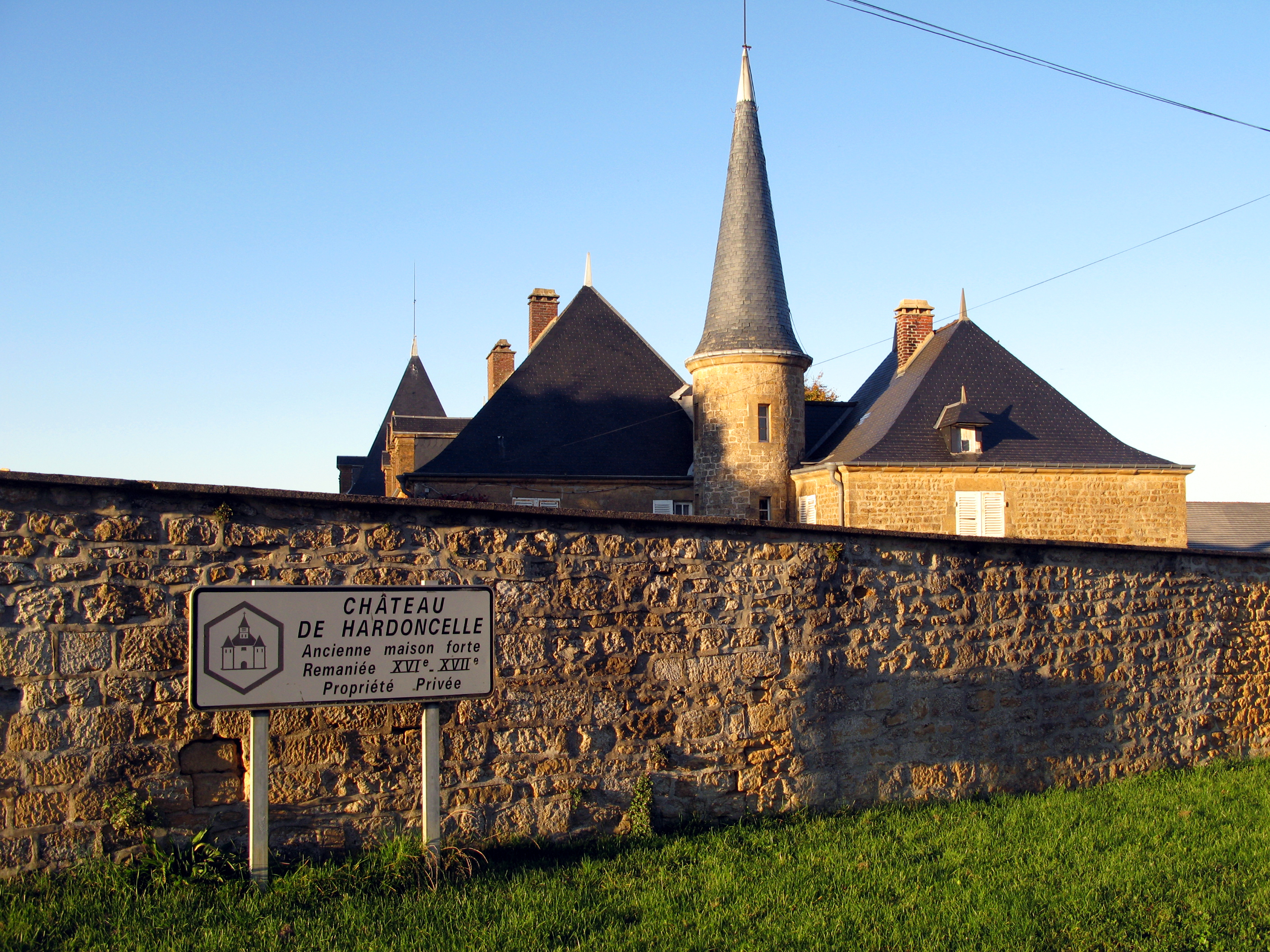
Maison forte à Hardoncelle : le château d'Hardoncelle.

## Personnalités liées à la commune
- Roger Noiret : général et député ardennais, il habite le château d'Hardoncelle, à partir de 1954. Il y décède en 1976.